# Calymmodon ledermannii
Calymmodon ledermannii är en stensöteväxtart som beskrevs av Barbara S. Parris. Calymmodon ledermannii ingår i släktet Calymmodon och familjen Polypodiaceae. Inga underarter finns listade.